# Kazuki Sakurada
Kazuki Sakurada (櫻田 和樹 Sakurada Kazuki?), född 1 augusti 1982 i Shizuoka prefektur, är en japansk före detta fotbollsspelare.
Sakurada började sin karriär 2005 i Thespa Kusatsu (Thespakusatsu Gunma). Han spelade 223 ligamatcher för klubben. Han avslutade karriären 2013.